# Popis supruga bretonskih vladara
Ovo je popis supruga bretonskih vladara, odnosno kraljica i vojvotkinja Bretanje. Bretanja više nije vojvodstvo.
- Argentaela
- Marmohec
- Wembrit
- Prostlon Bretonska
- Loticija Bretonska
- neimenovana
- Oreguen od Rennesa
- Roscillle Anžuvinska
- ? od Bloisa
- neimenovana
- Aremburga, gospa Ascenisa
- Ermengarda Blanka
- Hawise Normanska
- Berta od Bloisa
- Konstancija Normanska
- Ermengarda Anžuvinska (umrla 1146.)
- Matilda FitzRoy, vojvotkinja Bretanje
- Margareta Huntingdonska, vojvotkinja Bretanje
- Blanka Navarska, vojvotkinja Bretanje
- Jolanda de Dreux, kraljica Škotske
- Izabela Kastiljska, kraljica Aragonije
- Ivana Savojska
- Ivana Flandrijska
- Marija Walthamska
- Ivana Holland, vojvotkinja Bretanje
- Ivana Navarska, kraljica Engleske
- Ivana Francuska, vojvotkinja Bretanje
- Izabela Škotska, vojvotkinja Bretanje
- Françoise d'Amboise
- Katarina Luksemburška od Saint-Pola
- Margareta Bretonska
- Margareta od Foixa
- Katarina de' Medici